# 450297 Csákánybéla
450297 Csákánybéla è un asteroide della fascia principale. Scoperto nel 2004, presenta un'orbita caratterizzata da un semiasse maggiore pari a 2,3141348 au e da un'eccentricità di 0,1694567, inclinata di 5,63388° rispetto all'eclittica.